# Ctenucha cajonata
Ctenucha cajonata är en fjärilsart som beskrevs av Paul Dognin 1923. Ctenucha cajonata ingår i släktet Ctenucha och familjen björnspinnare. Inga underarter finns listade i Catalogue of Life.